# Aine Bru

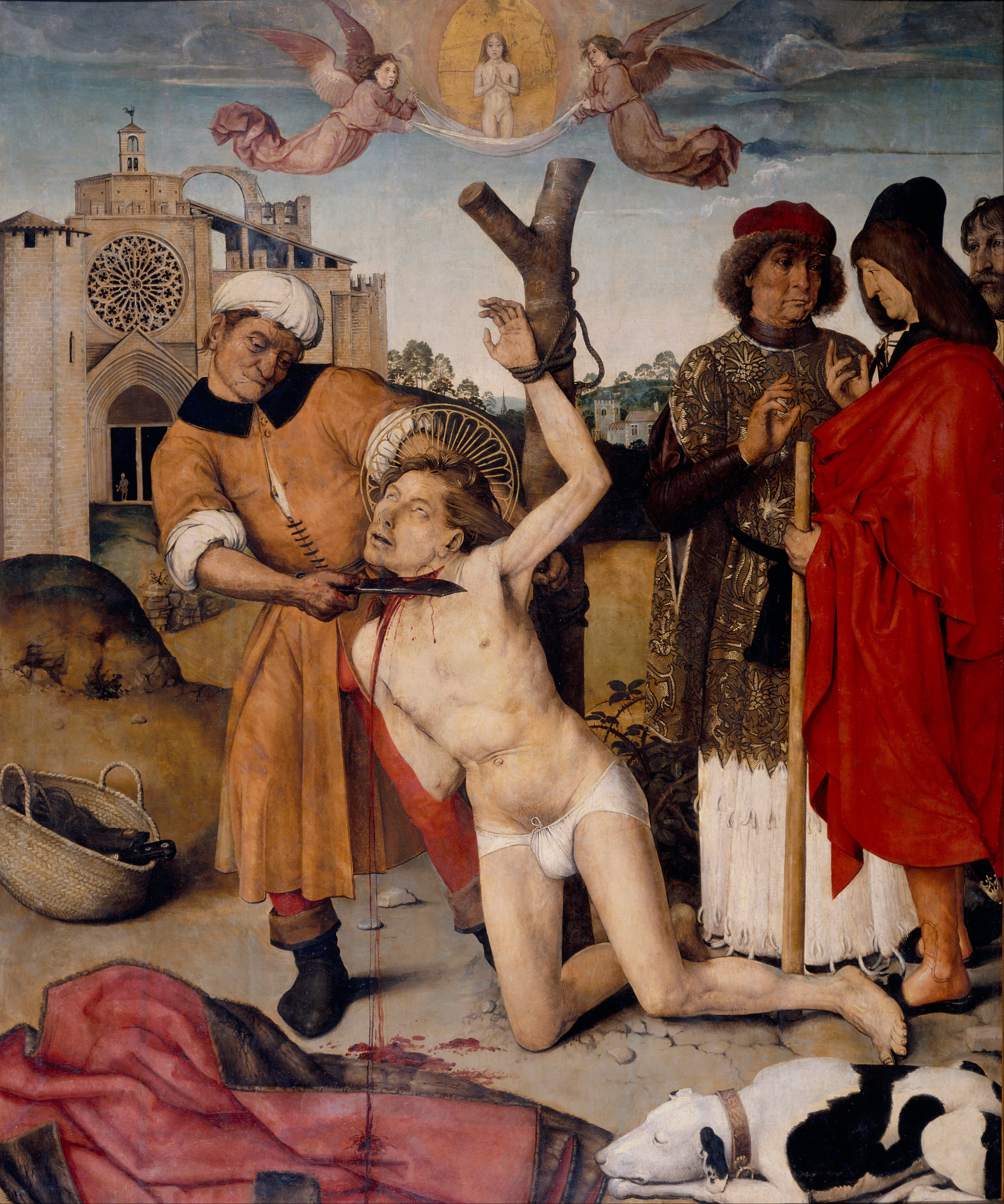
Degollación de San Cucufate (1504-1507), de Aine Bru. Temple y óleo sobre madera, 164,5 x 135,5 cm. Procedente del antiguo retablo mayor del monasterio de Sant Cugat. Se encuentra en el Museo Nacional de Arte de Cataluña, Barcelona. Este cuadro es muy relevante para ver el estado del monasterio a principios del.

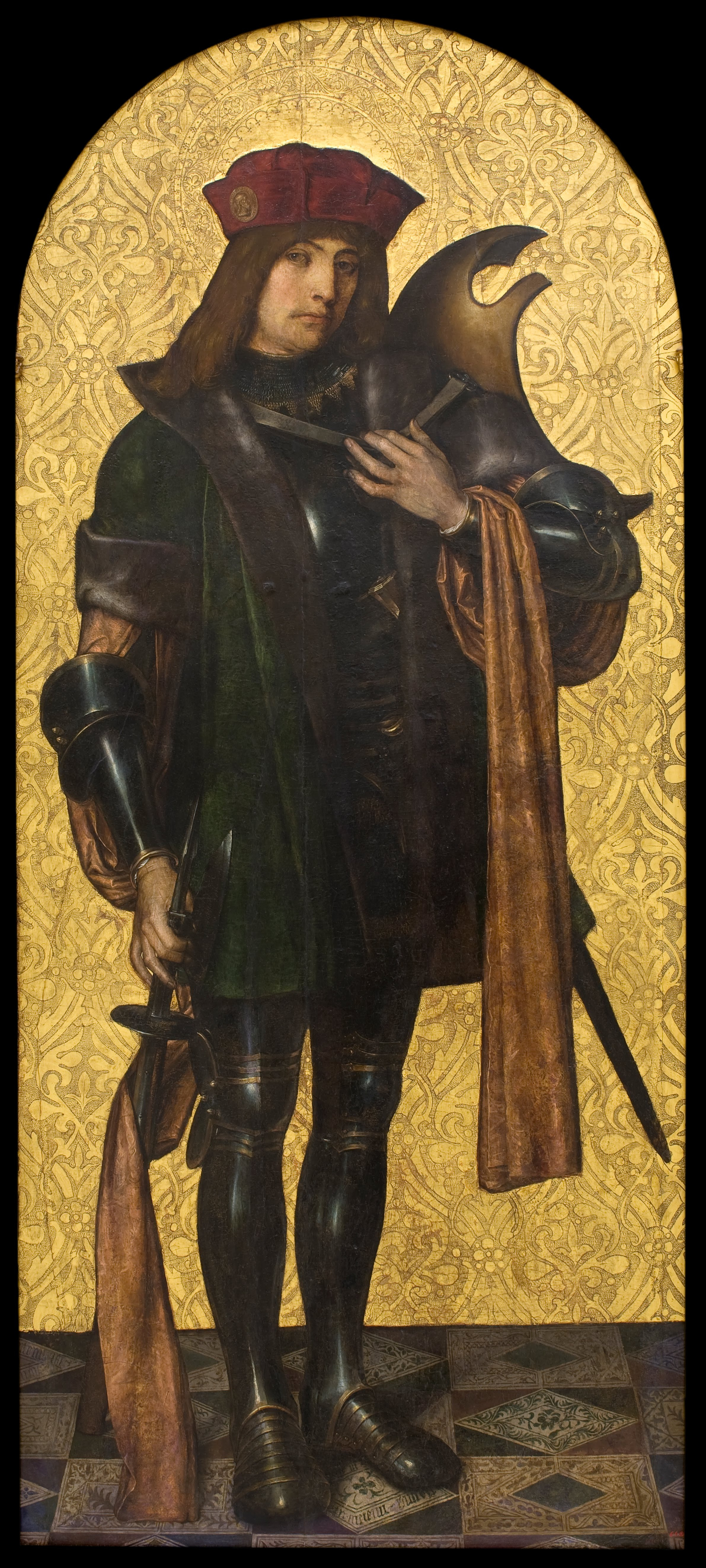
San Cándido (1502-1507), expuesto en el MNAC.

Aine Bru o Ayne Bru fue un pintor renacentista del siglo XVI, posiblemente de origen alemán, que trabajó en Cataluña.

## Biografía y obra
Es básicamente conocido porque en 1502 se le contrató para pintar el retablo del altar mayor de la iglesia del monasterio de Sant Cugat, para lo que se le pagó un sueldo sorprendente entre 1504 y 1507.
En el plafón central, Bru describió el martirio de san Cucufate con un realismo enorme. El ejecutor corta la garganta del santo mientras éste permanece atado a un tronco. Cerca aparece otro cuchillo (en un cesto) y un perro que duerme pacíficamente (este perro fue utilizado por Salvador Dalí para una pintura llamada Dalí contemplando un desnudo o Dalí Dalí Dalí). En el fondo, el artista incluye anacrónicamente el monasterio de Sant Cugat tal como estaba en la época de la pintura. Este hecho, como si fuese una fotografía, ha sido muy importante para saber exactamente como estaba en aquellos días el proceso de construcción del monasterio. Actualmente el cuadro está expuesto en el Museo Nacional de Arte de Cataluña.
En otro plafón adjunto se describe a san Cándido o simplemente como Guerrero Santo) y que también se encuentra en el Museo Nacional de Arte de Cataluña.
Si bien el expresionismo de la escena del mártir pertenece a la tradición germánica, el grupo de personajes con vestiduras contemporáneas que acompañan el drama sin participar en él es una particularidad del Quattrocento. Otros detalles significativos, como el carácter incisivo del dibujo, permiten suponer que el pintor había estado en el norte de Italia antes de trasladarse a Barcelona.
Pese a su fuerte personalidad, o a causa de ella, Bru no ejerció ninguna influencia sobre el arte catalán.